# Millane Fernandez
Millane Fernandez (ur. 23 lipca 1986 r. w Dżakarcie) – niemiecka piosenkarka pochodzenia indonezyjskiego.

## Życiorys
Do roku 1998 piosenkarka mieszkała w rodzinnym mieście w Indonezji. W 1999 jako dwunastolatka przyjechała do Niemiec, gdzie rok później podpisała pierwszy kontrakt. Wygrała w konkursie piosenki dziennika Bild na naśladowczynię piosenkarki pop, Jasmin Wagner, pokonując w nim ponad 1100 innych uczestniczek. Pierwszym producentem artystki został Dieter Bohlen. 
Jej drugi singiel I miss you (utwór znany również jako Dam Dubi Dam) utrzymywał się na listach przebojów przez 10 tygodni.

## Dyskografia

### Single
- 2001: „Boom Boom“
- 2001: „I Miss You“ (Dam Dubi Dam)
- 2004: „What a Good Man“
- 2005: „Superstar“ (Peacebeats & The Independent Creators)
- 2005: „From Dusk Till Dawn“ (Peacebeats & The Independent Creators)
- 2005: „Friends“ (Peacebeats & The Independent Creators)
- 2005: „Cold Winter“ (Peacebeats & The Independent Creators)
- 2011: „You Broke My Heart“ (Aquarius Musikindo)